# Позотонические реакции
Позотонические реакции — нарушения деятельности головного мозга, вызывающие характерные изменения положения тела (конечностей) вследствие изменения мышечного тонуса. Возникают при тяжелых патологиях головного мозга, сопровождающихся нарушением функций проводящих путей большого мозга в стволовые структуры (сдавливание тканей, гипоксия, интоксикация).
Позотонический рефлекс, постуральный рефлекс (новолат. reflexus posturalis) — совокупность рефлексов и реакций, обеспечивающих сохранение определенного положения тела или его части в пространстве.

## Основные позотонические реакции
В зависимости от локализации патологического процесса все позотонические реакции можно разделить по симптоматическим признакам:
- Децеребрационная ригидность
- Декортикационная ригидность
- Эмбриональная поза

### Декортикационная ригидность
Декортикационная ригидность - результат двустороннего поражения глубинных отделов полушарий мозга и функционального выключения кортикоспинальных путей.
Патологические сгибание — «поза мумии»

### Децеребрационная ригидность
Децеребрационная ригидность — повышение тонуса мышц-разгибателей и относительное расслабление мышц-сгибателей, возникает в результате перерезания стволовой части головного мозга (на уровне среднего мозга) — децеребрации , объясняется прекращением тормозящего действия красного ядра на ядро Дейтерса. В эксперименте на кошках, при перерезании у них структур, соединяющих вышеуказанные ядра, животные не могут выполнить сгибание.